# Kiyoharu
Kiyoharu (jap. 清春; bürgerlich: 森 清治, Mori Kiyoharu; * 30. Oktober 1968 in Tokio) ist ein japanischer J-Rock-Musiker. Anfangs war er Sänger der Rockgruppe Kuroyume, danach stieg er bei SADS ein. 2003 begann er eine Solo-Karriere mit der Single Aurora. Er diente der Autorin des Mangas Perfect Girl als Vorbild für den männlichen Hauptcharakter.

## Leben
Kiyoharu begann seine musikalische Karriere bei den Visual-Kei-Bands SUS4 und GARNET. Nachdem GARNET Geschichte war, gründete er zusammen mit deren Bassisten Hitoki im Juni 1991 die Band Kuroyume, welche stilistisch ebenfalls zum Visual Kei zählte und zu einer der bekanntesten und einflussreichsten Bands in den 1990er Jahren wurde. Viele Musiker der jüngeren Generation, beispielsweise Merrys Gara und Dir en greys Kyo nennen Kuroyume als eine der Bands, die sie sehr beeinflusst hat. Nach siebeneinhalb Jahren wurde die Band schließlich im Januar 1999 aufgrund musikalischer Differenzen zwischen Kiyoharu und Hitoki aufgelöst.
Während seiner Zeit in der Band lernte er L’Arc-en-Ciels Sänger Hyde kennen, mit dem er 1994 eine Coverversion des Songs Husk der Band Gastunk aufnahm und für das SHOXX-Magazin eine Kolumne schrieb.
Kurze Zeit später, im April 1999, erschien Kiyoharu im Musik-Business mit einer neuen Band: SADS. 2001 gründete die Band ihr eigenes Label, Fullface Records, und veröffentlichte ihre Platten selbst. Das Label produzierte auch für andere Bands, wie Merrys Gendai Stoic. 2003 entschied sich SADSs Bassist Eiji Mitsuzono, die Band zu verlassen und infolgedessen pausierten SADS ihre Bandaktivitäten auf unbestimmte Zeit.
Kiyoharu entschloss sich daher, auf Solo-Pfaden zu wandeln und veröffentlichte 2004 sein erstes Album Poetry. Zusätzlich zum Gesang übernahm er hierfür auch den Part des Gitarristen. Er arbeitete außerdem mit mehreren Musikern zusammen und überraschte seine Fans, indem er seinen stimmliches Repertoire erweiterte und mit verschiedenen Gesangstilen, aber auch mit seiner Musik als solcher experimentierte.
Zudem versuchte er sich als Mode- und Schmuckdesigner.
2005 tourte er zusammen mit Pierrots Frontmann Kirito durch Japan. Das Jahr 2006 und 2007 brachte den Fans wiederum mehrere Veröffentlichungen.
Am 29. Januar 2010 kündigte Kiyoharu in seinem Blog an, dass er sowohl SADS als auch Kuroyume wieder auferstehen lassen will. Nach sieben Jahren brachten SADS daraufhin am 7. Juli 2010 ein neues Album auf den Markt. Die Performance mit dem Titel „gothic circus“ im Nippon Budokan am 1. Mai war innerhalb von Minuten ausverkauft.

## Diskografie

### Alben
- Poetry (2004)
- Mellow (2005)
- 官能ブギー (Kannō boogie, 2005)
- Vinnybeach ~架空の海岸~ (Vinnybeach ~kakū no kaigan~, 2006)
- Forever Love (2007)
- Light -saw the light and shade- (2008)
- Singles (2008)
- Medley (2009)
- Madrigal of Decadence (2009)
- Under the Sun (2012)
- Soloist (2016)
- Elegy (エレジー, 2017, Akustikalbum)
- Yoru, Carmen no Shishuu (夜、カルメンの詩集, 2018)
- Japanese Menu/Distortion 10 (2020)
- Eternal (2024)

### Singles
- Emily (2004)
- Last Song -最後の詞- (Last Song -saigo no uta-, 2005)
- Horizon (2005)
- Layra (2005)
- Bask in Art (2005)
- Wednesday (2005)
- 星座の夜/シクラメンのかほり (Seiza no Yoru/Cyclamen no Kahor, 2006)
- 君の事が (Kimi no Koto ga, 2006)
- Slow (2006)
- Carnation (2006)
- Tatto (2007)
- 輪廻 (Rinne, 2007)
- メロディーズ (Melodies, 2007)
- Aibu (愛撫, 2008)
- Samidare (五月雨, 2008)
- Loved (2008)
- Kurutta Kajitsu (狂った果実, 2009)
- Darlene (2009)
- Law’s (2010)
- Ryusei/The Sun (流星/The Sun, 2012)
- Namida ga Afureru/Sari (涙が溢れる/Sari, 2012)
- Yoru o, Omou (夜を、想う, 2017)
- Aka no Eien/Tsumihoroboshi Nobara (赤の永遠/罪滅ぼし野ばら, 2018)
- Wanderer (2018)
- Gaia (ガイア, 2021)